# Sant Pere del Bosc
Sant Pere del Bosc és una entitat de població del municipi de Lloret de Mar, a la comarca catalana de la Selva.
La caseria se situa a l'oest del terme municipal. El nom prové del Santuari de Sant Pere del Bosc, que està situat dins aquesta zona, envoltada de muntanyes.